# 463 aC
L'any 463 aC va ser un any del calendari romà prejulià. Durant la República Romana es coneixia com l'Any del consolat de Prisc i d'Helva, o de vegades, any 291 Ab urbe condita o de la fundació de Roma. La denominació 463 aC per a aquest any s'ha emprat des de l'edat mitjana, quan el calendari Anno Domini va ser el mètode més usat a Europa per a anomenar els anys.

## Esdeveniments

#### Grècia
- Final de la Rebel·lió de Tassos. La ciutat de Tassos es va rebel·lar contra el control atenès, i va intentar sortir de la Lliga de Delos. Es va iniciar l'any 465 aC per un conflicte entre Atenes i Tassos pel control dels jaciments d'or a la zona continental de Tràcia que Tassos havia explotat històricament. La ciutat va haver de destruir les seves muralles, lliurar les seves naus, cedir les seves mines i els seus establiments al continent (Perea) i pagar un tribut.[2]
- Temístocles, que és a l'exili, s'apropa al rei persa Artaxerxes I en busca d'ajuda per recuperar el poder a Atenes.[3]
- Èsquil presenta l'obra Les suplicants.[4]

#### República Romana
- A Roma són elegits cònsols Publi Servili Prisc i Luci Ebuci Helva. Els dos cònsols, van sortir de la ciutat per una epidèmia de pesta, però van morir mentre exercien el càrrec. L'epidèmia va causar un gran nombre de morts entre la població. Es va nomenar com a interrex per a elegir nous cònsols a Publi Valeri Publícola.[5][6]
- Els eques acampen al mont Algidus, proper a Roma, des d'on ataquen repetidament als romans.[7]

## Necrològiques
- Moren els dos cònsols electes, Publi Servili Prisc i Luci Ebuci Helva a causa de la pesta.[7]